# Calosota agrili
Calosota agrili är en stekelart som beskrevs av Nikol'skaya 1952. Calosota agrili ingår i släktet Calosota och familjen hoppglanssteklar.
Artens utbredningsområde är:
- Slovakien.
- Ukraina.

Inga underarter finns listade.